# Goodyera erythrodoides
Goodyera erythrodoides är en orkidéart som beskrevs av Rudolf Schlechter. Goodyera erythrodoides ingår i släktet knärötter, och familjen orkidéer. Inga underarter finns listade i Catalogue of Life.